# Buíe

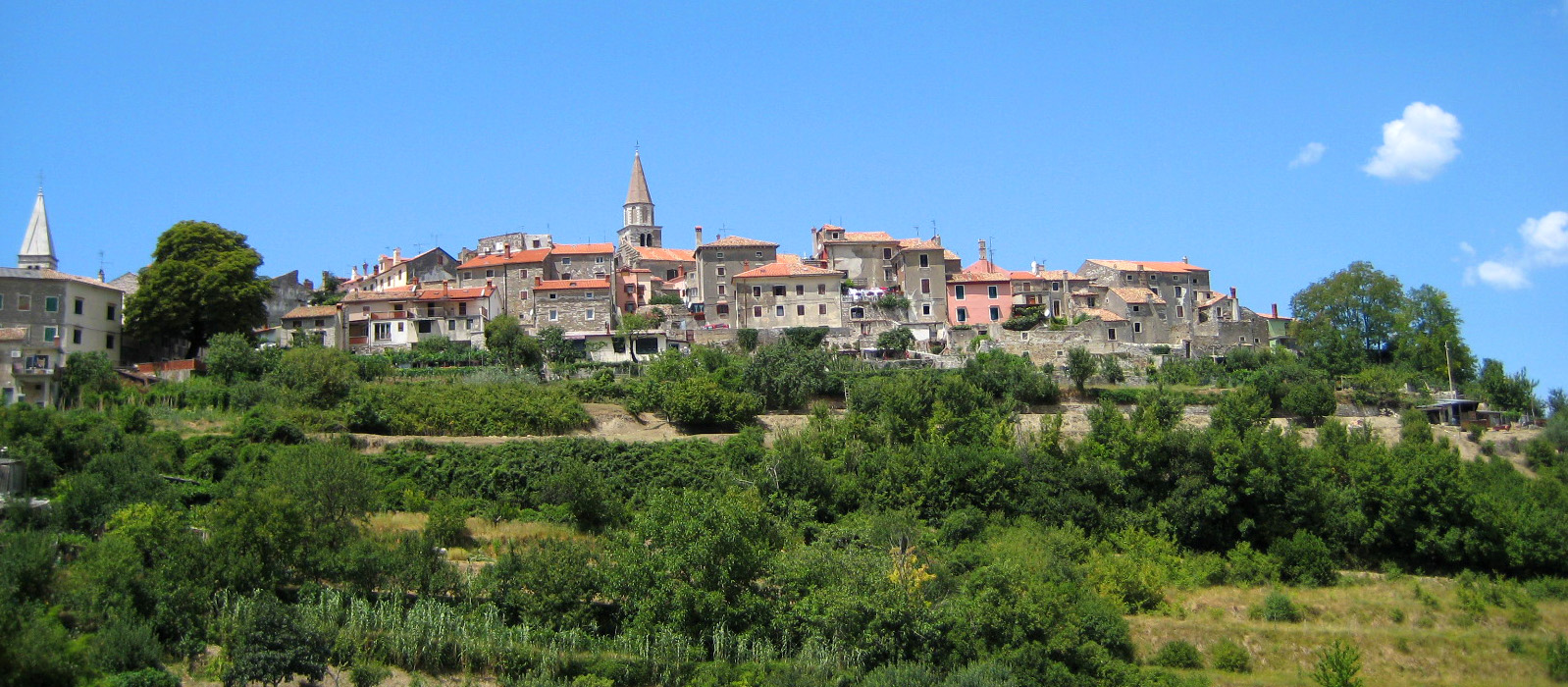
Buíe

Buíe, Buie ou oficialmente Buje (ambas formas pronunciam do mesmo jeito: "buíe") é uma cidade da Croácia com 2.980 hab., situada entre os rios Quieto (Mirna, em croata) e Dragoa (Dragonja, em croata) na parte setentrional na Península Istriana, a oeste do país, na fronteira com a Eslovénia. Pela sua posição estratégica, no passado fora conhecida como "A Sentinela da Ístria".